# Radim Bělohlávek
Radim Bělohlávek (* 5. března 1971 Pardubice) je český matematik a informatik, profesor na Univerzitě Palackého v Olomouci. Zaměřuje se především na fuzzy logiku a logiku obecně, diskrétní matematiku, formální konceptuální analýzu a teoretickou informatiku.

## Biografie
Radim Bělohlávek vystudoval na Univerzitě Palackého v Olomouci magisterský obor „Teoretická kybernetika a matematická informatika a teorie systémů“. V roce 1998 na VŠB-TUO získal titul Dr. v oboru Informatika a aplikovaná matematika. Na Univerzitě Palackého následně v roce 2001 získal titul Ph.D. v oboru algebra s disertační prací „Convex Sets and Congruence Classes in Universal Algebras“.
Při doktorském studiu působil jako odborný asistent na Vysoké škole báňské a do roku 2000 pak působil na Ostravské univerzitě. V letech 1999 až 2000 působil na State University of New York v Binghamtonu. Následně se vrátil na Přírodovědeckou fakultu Univerzity Palackého, kde v letech 2001–2007 a poté opět 2013–2022 působil jako vedoucí katedry informatiky. V roce 2001 se habilitoval v oboru aplikovaná matematika. Roku 2005 byl v oboru informatika jmenován prezidentem na návrh vědecké rady VŠB–Technické univerzity Ostrava profesorem. V roce 2008 získal titul doktora věd (DSc.) udělený Akademií věd České republiky. V letech 2007–2009 znovu působil na State University of New York, tentokrát jako profesor.

## Publikační činnost
Radim Bělohlávek je autorem či spoluautorem řady odborných knih a desítek vědeckých článků publikovaných v mezinárodně uznávaných časopisech. Jeho publikační činnost se zaměřuje především na teoretické základy fuzzy logiky, formální konceptuální analýzu a jejich aplikace v oblasti zpracování informací a umělé inteligence. Bělohlávek je členem redakční rady celé řady mezinárodních vědeckých časopisů:
- International Journal of General Systems, šéfredaktor (2015–2023), člen redakční rady (od 2000)
- Annals of Mathematics and Artificial Intelligence, člen redakční rady (od 2019)
- Fundamenta Informaticae, člen redakční rady (od 2013)
- Fuzzy Sets and Systems, člen redakční rady (od 2010)
- Int. J. Uncertainty, Fuzziness, and Knowledge-Based Systems, člen redakční rady (od 2011)
- Journal of Computer and System Sciences, člen redakční rady (od 2009)

### Vybrané publikace
- Bělohlávek, R. Fuzzy Relational Systems: Foundations and Principles. Kluwer Academic/Plenum Press, 2002.
- Bělohlávek, R., Vychodil, V. Fuzzy Equational Logic. Springer, 2005.
- Bělohlávek, R., Klir, G. J. (eds.) Concepts and Fuzzy Logic. MIT Press, 2011.
- Bělohlávek, R., Dauben, J. W., Klir, G. J. Fuzzy Logic and Mathematics: A Historical Perspective. Oxford University Press, 2017.